# Municipio de Riverton (Míchigan)
El municipio de Riverton (en inglés: Riverton township) es un municipio ubicado en el condado de Mason en el estado estadounidense de Míchigan.

## Geografía
El municipio de Riverton se encuentra ubicado en las coordenadas 43°52′9″N 86°19′42″O / 43.86917, -86.32833. Según la Oficina del Censo de los Estados Unidos, el municipio tiene una superficie total de 92.5 km², de la cual 91,34 km² corresponden a tierra firme y (1,26 %) 1,17 km² es agua.

## Demografía
Según el censo de 2010,había 1153 personas residiendo en el municipio de Riverton. La densidad de población era de 12,46 hab./km². De los 1153 habitantes, el municipio de Riverton estaba compuesto por el 95,32 % blancos, el 0,17 % eran afroamericanos, el 0,17 % eran amerindios, el 3,12 % eran de otras razas y el 1,21 % eran de una mezcla de razas. Del total de la población el 7,55 % eran hispanos o latinos de cualquier raza.
Para el censo de 2020, la población era de 1232 habitantes, de los cuales 1088 eran blancos, 11 amerindios, 5 asiáticos, 3 afroamericanos, 106 hispanos o latinos, 1 isleño del Pacífico, 30 de otra raza y 94 de dos o más razas.